# 前616年
| 千纪： | 前1千纪 |
| 世纪： | 前8世纪 \| 前7世纪 \| 前6世纪 |
| 年代： | 前640年代 \| 前630年代 \| 前620年代 \| 前610年代 \| 前600年代 \| 前590年代 \| 前580年代                                                                                   |
| 年份： | 前621年 \| 前620年 \| 前619年 \| 前618年 \| 前617年 \| 前616年 \| 前615年 \| 前614年 \| 前613年 \| 前612年 \| 前611年                                                     |
| 纪年： | 周顷王三年 魯文公十一年 齊昭公十七年 晉靈公五年 秦康公五年 宋昭公四年 楚穆王十年 衛成公十九年 陳共公十六年 蔡庄侯三十年 曹文公二年 郑穆公十二年 燕桓公二年 杞桓公二十一年 |

## 大事記
- 春季，楚穆王討伐麇國，楚國成大心在防渚擊敗麇師。同年楚國潘崇再次討伐麇國直到鍚穴。
- 鄋瞞（狄人的一支）進犯齊國和魯國，魯文公派叔孫得臣出征。冬季的十月初三，叔孫得臣在咸地打敗了狄人。
- 盧修斯·塔克文·布里斯克斯成為羅馬王政時期第5任國王。

## 逝世
- 安古斯·馬奇路斯，羅馬王政時期第四任國王。